# Georges Trombert
Georges Auguste Ernest Trombert (Ginebra, Suïssa, 10 d'agost de 1874 - Lió, 27 de febrer de 1949) va ser un tirador d'esgrima francès que va competir a començaments del segle xx.
El 1920 va prendre part en els Jocs Olímpics d'Anvers, on disputà les sis proves del programa d'esgrima. Guanyà la medalla de plata en les competicions de sabre per equips i floret per equips, i la de bronze en la d'espasa per equips. En la prova del floret individual fou desè i en les altres dues quedà eliminat en sèries. Anteriorment, el 1911, es proclamà campió nacional d'espasa.
El 1923 fou ordenat cavaller de la Legió d'Honor pels seus serveis durant la Primera Guerra Mundial.